# Cash Converters
Cash Converters ou Cash Converters Europe est une filiale française de la franchise d'achat et de vente au détail de produits d'occasion australienne Cash Converters.
L'entreprise s'implante sur le territoire français en 1994 et ouvre son premier magasin à Vitrolles dans les Bouches-du-Rhône.
Selon la franchise elle-même, Cash Converters possèderait aujourd'hui plus de cent magasins en France.

## Histoire
Le tout premier Cash Converters a été fondé à Perth, en Australie occidentale, en 1984 par Brian Cumins et un groupe de partenaires. En l'espace de quatre ans, le réseau a ouvert six autres points de vente à Perth.
L'entreprise a commencé son expansion internationale au milieu des années 1990 en s'implantant en Nouvelle-Zélande, au Royaume-Uni, en France, en Belgique, en Afrique du Sud, en Italie et sur d'autres marchés. Au 25 octobre 2023, la société exploitait 693 magasins dans 15 pays, tous les magasins non australiens étant gérés dans le cadre d'accords de franchise.

### Conflits
En 1999, un conflit éclate entre Cash Converters Groupe et ses franchisés, avec l'assignation de 53 magasins franchisés devant le tribunal de commerce de Marseille.
Les franchisés cherchent à contraindre le PDG, John Davidson, à renégocier le contrat de franchise. Cette crise survient après une période de succès pour l'enseigne, qui a rapidement étendu son réseau en France depuis son lancement en 1994. Cependant, de nombreux magasins ont récemment rencontré des difficultés financières, avec certains déclarant même faillite. À la suite de l'assignation, des discussions ont eu lieu entre le franchiseur et l'Association des franchisés Cash Converters (AFCC), conduisant à un nouvel avenant au contrat de franchise. Cet avenant inclut la création de commissions pour aider les magasins en difficulté et pour harmoniser les implantations, ainsi que des ajustements financiers favorables aux franchisés.
L'AFCC conditionne la levée de l'assignation à la signature de l'avenant par tous les membres de l'association. Le PDG de Cash Converters Groupe voit cette situation comme une "crise d'adolescence" du réseau et espère que la majorité des franchisés signeront l'avenant, permettant ainsi au groupe de repartir sur des bases plus solides.

### Entrée en bourse
Cash Converters France a entrepris une restructuration en rachetant les licences de sous-franchiseurs régionaux, réduisant ainsi leur nombre de 10 à 3. Ce mouvement visait à harmoniser les pratiques et les discours au sein du réseau, en prévision de la prochaine phase de développement. Ces rachats ont été réalisés à des prix variant en fonction de la rentabilité des licences, offrant aux cédants une opportunité intéressante. En parallèle, certains d'entre eux ont été intégrés dans des postes de direction au sein de l'organisation.
Sur cette base, Cash Converters France s'est lancé dans un projet ambitieux de conquête européenne, avec une restructuration de son organisation en groupe. Ce nouveau groupe, baptisé Cash Converters Groupe, est majoritairement détenu par John Davidson, aux côtés de Sofinindex et Sud Capital. Des filiales spécifiques ont été créées pour gérer les différents segments du marché, notamment en Suisse, en Italie et en Pologne.
Dans le cadre de cette expansion, Cash Converters Groupe envisageait une introduction en Bourse pour lever des fonds, principalement pour développer le marché suisse et pour étendre sa présence en Pologne et en Italie. Cependant, ce projet a été mis en échec, notamment en raison du refus de visa de la COB. Malgré cet échec, le PDG, John Davidson, tente de rassurer en soulignant que le report de l'introduction en Bourse n'est pas nécessairement un échec retentissant.
Cette situation a toutefois donné aux franchisés l'occasion de négocier des conditions plus favorables, notamment des réductions de frais de renouvellement de licence et de royalties. Ainsi, bien que le projet d'expansion européenne n'ait pas abouti comme prévu, il a conduit à des ajustements bénéfiques pour les membres du réseau.

## Produits
Comme dans l'ensemble des établissements de la franchise dans le monde, Cash Converters achète et vend exclusivement des produits de seconde main, principalement des smartphones, consoles de jeux vidéo, jeux vidéos, ordinateurs de bureau et portable, bijoux et maroquinerie de luxe.

## Communication

### Identité visuelle (logo)

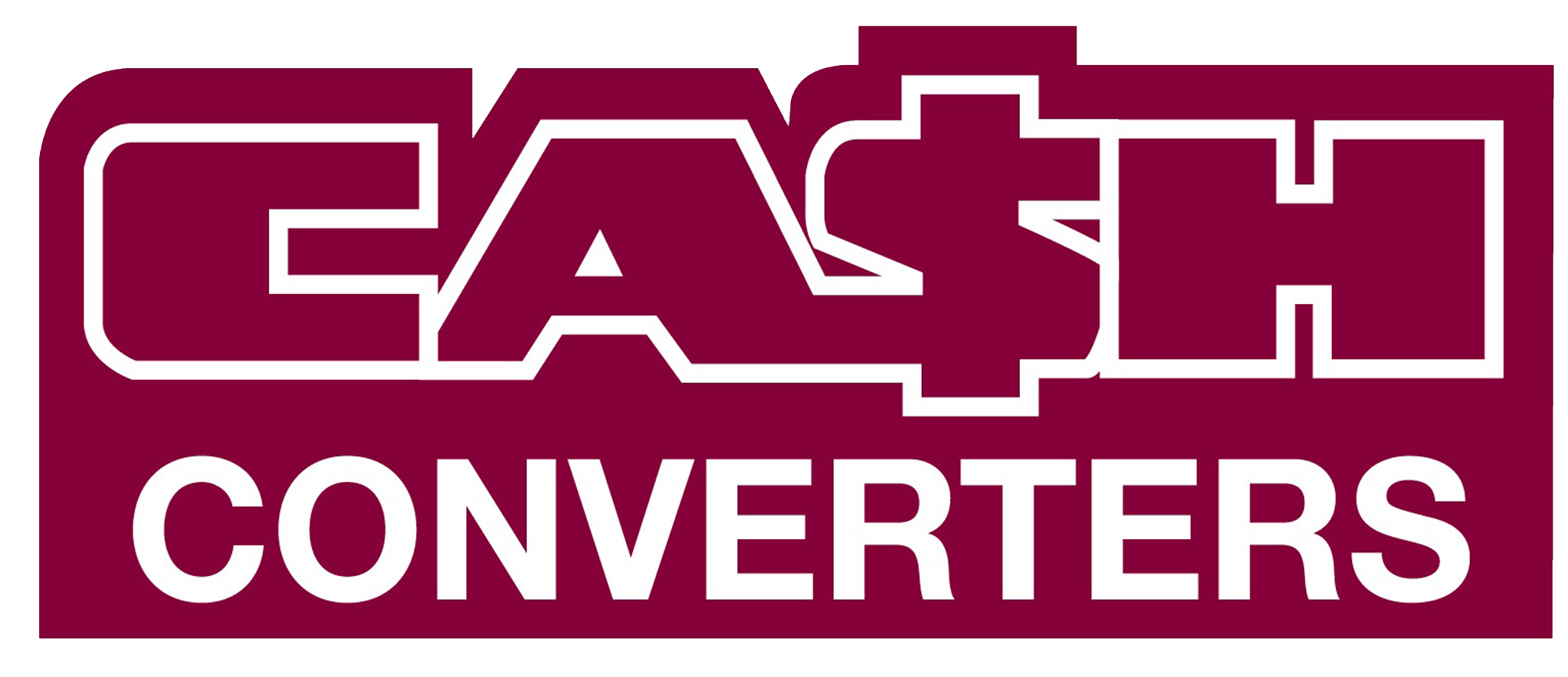
Logo de Cash Converters de 1994 à 2022.
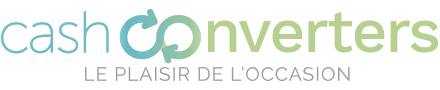
Logo de Cash Converters depuis 2022.
Logo actuel de Cash Converters en Belgique.

En 2022, à l'occasion du 14e salon de la franchise, Cash Converters décide de présenter les changements de leur identité visuelle, de charte graphique et de signature afin de répondre aux codes du marché,.

### Sponsoring

#### Télévision
En 2008, la franchise assure sa communication, pendant plus de 6 ans, par des spots publicitaire. Diffusé, dans un premier temps, sur les chaînes de France Télévisions et TF1 et enfin sur quelques autres chaînes de la TNT Française, M6, W9, C8, D17.
Une troisième campagne publicitaire est lancée en 2014, dans le cadre du parrainage des soirées cinémas des chaînes W9, 6ter, Teva et Paris Première pendant une durée de 10 semaines.